# アストロドン
アストロドン（Astrodon　「星の歯」の意味）は白亜紀前期に現在のアメリカに生息したブラキオサウルスに近縁の巨大な草食の竜脚類恐竜の属の一つである。化石はアランデル累層（en）で発見されていて、花粉学から年代はアプチアン-アルビアン境界付近の1億1200万年前と推定されている。成体では体高9 m以上、全長15 mから18 mと推定されている。

## 発見と種

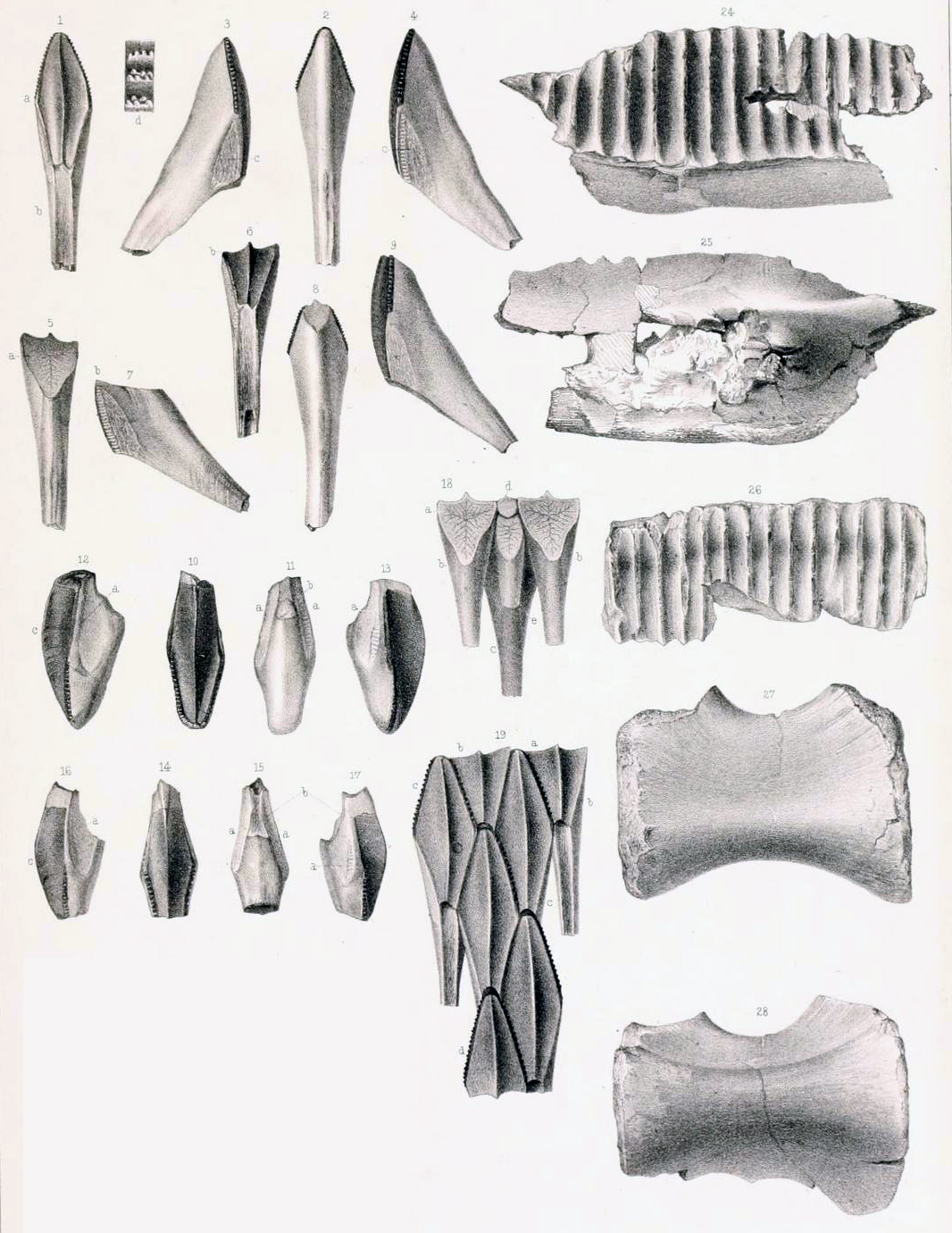
アストロドンの歯（最下段左）

1858年11月、化学者Philip Thomas TysonはJohn D. Latchfordより二つの恐竜の歯の化石を受け取った。この化石はLatchfordがメリーランド州、プリンスジョージズ郡のMuirkirk, Maryland近郊のSwampoodleにあるアランデル累層の自身が開発した鉄鉱石採掘場で発見したものである。Tysonは歯科医でBaltimore Dental Collegeの教授であるChristopher Johnstonにこの化石の研究を依頼した。Johnstonは化石を切断し、星型の断面で特徴付けられることを発見し、1859年にアストロドンと命名した。しかし、Johnstonは種小名をつけなかったため、1865年にジョゼフ・ライディがホロタイプYPM 798とともにタイプ種Astrodon johnstoniとして種小名を付記して再命名した。もしJohnstonが種小名を付記していたなら、アメリカで二番目に種のレベルで認識された恐竜となっていた。Johnstonは不正確にも発見地をブレイデンズバーグ近郊の鉄鉱山であると記載した。
1888年にO.C.マーシュはメリーランド州、Muirkirk近郊のアランデル累層で発見されたいくつかの化石に基づいてプレウロコエルス・ナヌス　Pleurocoelus nanusとP. altusを命名した。しかし、1903年にジョン・ベル・ハッチャーはAstrodon johnstoniとアランデル累層で発見されたPleurocoelus nanusの類似性を考慮し、両者は同種でありアストロドンに優先権があると主張した。1921年にチャールズ・W・ギルモアはプレウロコエルスはアストロドンのジュニア・シノニムであるもののP. nanusとP. altusはA. johnstoniとは別種であると主張した。Astrodon valdensisなど他にもかつてアストロドン属に分類された種がある and Astrodon pussilus.。1962年に R.F. Kinghamはブラキオサウルス属をアストロドンの亜属として全ての種をアストロドンに分類した。この恐竜についての最初の詳細な記載となるカーペンターr&Tidwell (2005)ではハッチャーの説を受けてアランデル累層の竜脚類は1種のみであるとし、Astrodon johnstoniが Pleurocoelus nanusおよび P. altusのシニア・シノニムであるとした。興味深いことに、アストロドンの化石の大多数は幼体のものであり、カーペンターおよびTidwellはマーシュの2種P. nanusと P. altusはA. johnstoniの異なる成長段階のものでるあると考えた。
しかし、他の研究者はアストロドンとプレウロコエルスの同義化に有利な説得力のある議論はないとしている。Peter Rose (2007)に拠れば、Astrodon johnstoniの歯やプレウロコエルスのものとされる化石にはいずれも「ティタノサウルス形類内で形態的に識別する」証拠く、 つまり歯では他の属との識別には限界があるとしている。いかなる比較もプレウロコエルスのものとされている標本と行わなければならないがPleurocoelus nanusとP. altusのタイプ標本（各々4つの椎骨と2つの後肢の骨）はどちらもアストロドンの歯と直接比較することが出来ない。しかし、これらのアランデル累層の孤立した化石は全て、「発見地の近さと大きさに」基づいてプレウロコエルスに属するものとされた。Roseはアストロドンは識別可能な標本に基づいたものではなく、「新たに発見されたものをこの属とするべきではない」、また「アストロドンとプレウロコエルスを同義化する議論は根拠が無い」と結論した。またRoseはプレウロコエルスのタイプ標本にも分類群を識別する特徴がないとしている。

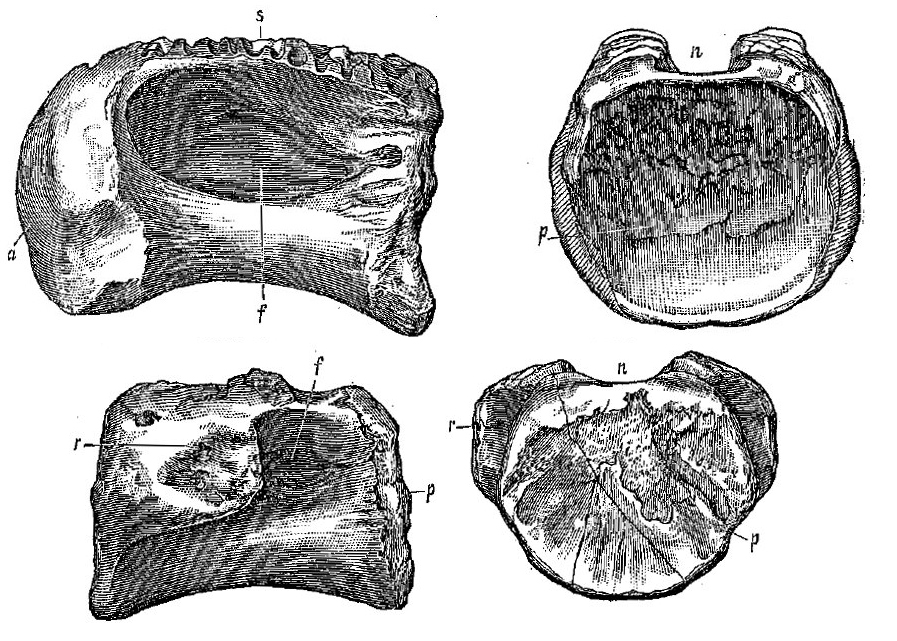
P. nanusの椎骨

同様の主張はMichael D. D’Emic (2012)でもなされている。D’EmicはAstrodon johnstoni、 Pleurocoelus nanusおよび P. altusのタイプ標本には識別可能な特徴が見られず、こられの3つの分類群は疑問名（nomina dubia）であると考えた。D’Emicによればアランデル累層で発見されたどの竜脚類の化石もこれらの分類群のものでるとすることのできる直接的な証拠がない。またD’EmicはPleurocoelus nanusのタイプ標本は正確な発見場所が不確かであり、「これらの化石は複数の個体もしくは異なる分類群のキメラである可能性が高い」としている。またカーペンターとTidwellによるAstrodon johnstoniを識別する特徴の提案（タイプ標本の歯だけでなく、全てのアランデル累層で発見される竜脚類の化石は基づいている）にも批判していて、仮定されたこの分類群の固有派生形質のほとんどがカマラサウルスなどの他の竜脚類と識別可能なものではないか、もしくは標本が幼体のものであることによる性質であると主張した。

## 文化的な扱い
1988年にAstrodon johnstoniはメリーランド州の州の恐竜に指定された。またアストロドンはロバート・バッカーの小説恐竜レッドの生き方にユタラプトルの獲物として登場する。
等身大の模型がノースカロライナ自然科学博物館の3階に展示されている。

## 参照
1. 1 2  Carpenter, Kenneth and Tidwell, Virginia (2005). “Reassessment of the Early Cretaceous Sauropod Astrodon johnstoni Leidy 1865 (Titanosauriformes)”. In Carpenter, Kenneth and Tidswell, Virginia (ed.). Thunder Lizards: The Sauropodomorph Dinosaurs. Indiana University Press. pp. 38–77. ISBN 978-0-253-34542-4
2. ↑  Hatcher, John Bell (1903). “Discovery of remains of Astrodon (Pleurocoelus) in the Atlantosaurus beds of Wyoming”. Annals of the Carnegie Museum of Natural History 2:  9–14.
3. ↑  W.E. Swinton, 1936, "The dinosaurs of the Isle of Wight", Proceedings of the Geologists' Association 47(3): 204-220
4. ↑  Lapparent, A.F. de, & Zbyszewski, G., 1957, Les Dinosauriens du Portugal, Mémoires des Services Geologiques du Portugal. Nouvelle série, numéro 2, 63 pp
5. ↑  Kingham, R.F., 1962, "Studies of the sauropod dinosaur Astrodon Leidy", Proceedings of the Washington Junior Academy of Sciences, 1: 38-44
6. ↑  Rose, Peter J. (2007). “A new titanosauriform sauropod (Dinosauria: Saurischia) from the Early Cretaceous of central Texas and its phylogenetic relationships”. Palaeontologia Electronica 10 (2):  8A.
7. ↑  d’Emic, M. D. (2012). “Revision of the sauropod dinosaurs of the Lower Cretaceous Trinity Group, southern USA, with the description of a new genus”. Journal of Systematic Palaeontology:  1–0. doi:10.1080/14772019.2012.667446.

- Johnston, C., 1859, "Note on odontography," Amer. Journal Dental Sci. 9:337-343.

- Kranz, P.M. 1996, "Notes on the Sedimentary Iron Ores of Maryland and their Dinosaurian Fauna", in Maryland Geological Survey Special Publication No. 3, pp. 87–115.

- Leidy, J 1865, Memoir on the extinct reptiles of the Cretaceous formations of the United States. Smithson. Contrib. Knowl. XIV: atr. VI: 1-135.

- Lucas, F.A. 1904, "Paleontological notes," Science (n.s.) XIX (480): 436-437.

- Lull, R.S. 1911, "The Reptillian Fauna of the Arundel Formation" and "Systematic Paleontology of the Lower Cretaceous Deposits of Maryland -Dinosauria", Lower Cretaceous : Maryland Geological Survey Systematic Reports, pp. 173–178, 183-211.

- Marsh, O.C. 1888, "Notice of a New Genus of Sauropoda and Other New Dinosaurs from the Potomac Group," American Journal of Science, 3rd Series, Vol. XXXV, pp. 89–94.